# Paul Chequer
Paul Chequer (* 1978 in Portsmouth, Hampshire, England) ist ein englischer Schauspieler.

## Leben
Paul Chequer wurde 1978 in Portsmouth geboren. Chequer schloss 1998 sein Studium an der Guildhall School of Music and Drama ab.
Er lebt mit seiner Frau und seinen zwei Söhnen in London.

## Filmografie
- 1999: Tee mit Mussolini
- 1999: Holby City
- 2001: Life as We Know It
- 2004: Making Waves
- 2001–2004: As If
- 2005: Like Father Like Son
- 2006: Murder City
- 2006: Silent Witness
- 2006: Synchronicity
- 2006: The Magic Flute
- 2006: Torchwood
- 2009: Hotel Babylon
- 2010: Law & Order: UK
- 2011: Doctor Who
- 2012: Whitechapel
- 2012: Private Peaceful - Mein Bruder Charlie
- 2010–2017: Sherlock:
  - 2010: Der blinde Banker
  - 2017: Die sechs Thatchers
- 2017: Casualty